# 塞萨洛尼基帝国
塞萨洛尼基帝国（希腊语：Αυτοκρατορία της Θεσσαλονίκης）是一些现代学者使用的史学术语，指存在于1224-1246年（严格来说，结束于1242年），以塞萨洛尼基为中心的一个拜占庭-希腊政权，由伊庇鲁斯的科穆宁·杜卡斯王朝统治。由于塞萨洛尼基城在中文中有数种译法，该政权又可被称作萨洛尼卡帝国、帖撒罗尼迦帝国。
塞萨洛尼基帝国与伊庇鲁斯专治国本是同一政权。伊庇鲁斯的第二任君主狄奥多尔·科穆宁·杜卡斯在位时，国力强大，成为可与尼西亚帝国及保加利亚第二帝国相抗衡的地区强权，他渴望占领君士坦丁堡，消灭拉丁帝国并重建1204年被十字军消灭的拜占庭帝国。1224年左右，他在塞萨洛尼基称帝，此后他统治下的政权就被称为塞萨洛尼基帝国。
塞萨洛尼基帝国的强盛非常短暂，1230年，帝国军队在克洛科特尼察战役中被保加利亚人彻底击败，皇帝狄奥多尔被俘。随后帝国沦为保加利亚的附庸，新皇帝曼努埃尔·科穆宁·杜卡斯无力阻挡敌人的攻势，狄奥多尔在马其顿和色雷斯的征服成果全部丧失，米海尔·科穆宁·杜卡斯在伊庇鲁斯叛乱，不再服从塞萨洛尼基政权。1237年，狄奥多尔被保加利亚人放回，他驱逐了曼努埃尔，任命儿子约翰·科穆宁·杜卡斯为皇帝（狄奥多尔被致盲，以拜占庭传统，不能再做皇帝），被放逐的曼努埃尔则在尼西亚帝国的支持下夺取了色萨利。1242年，约翰被迫放弃皇帝（巴西琉斯）头衔，改称“专制君主”并承认尼西亚帝国为宗主，1244年，约翰去世，弟弟德米特里继位，1246年，尼西亚帝国吞并了塞萨洛尼基。

## 背景

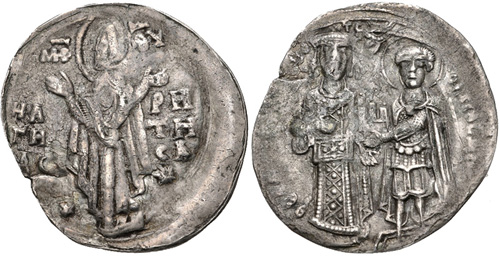
狄奥多尔称帝后铸造的糙边 (钱币学)的比伦 (合金)银币

1204年第四次十字军攻占君士坦丁堡后，拜占庭帝国解体，被威尼斯共和国和十字军领袖们瓜分。拉丁帝国在君士坦丁堡建立，而希腊本土的北部和东部被封给蒙菲拉特侯爵博尼法斯，建立塞萨洛尼基王国。但与此同时，三个希腊人国家也成功建立，挑战拉丁人的统治，声称自己是拜占庭帝国的继承者：狄奥多尔·拉斯卡利斯统治的位于小亚细亚的尼西亚帝国，米海尔·科穆宁·杜卡斯统治的位于西希腊的伊庇鲁斯专制国；以及建立于偏远的本都海岸的特拉比松帝国。伊庇鲁斯的米海尔一世开始向外扩张，很快占领了色萨利地区，他的继承人狄奥多尔·科穆宁·杜卡斯则于1224年占领了塞萨洛尼基，灭亡塞萨洛尼基王国。

## 兴衰
塞萨洛尼基传统上被视为拜占庭帝国仅次于君士坦丁堡的第二重要的城市，占领该城，使狄奥多尔认为自己有资格宣称拜占庭皇帝的头衔。伊庇鲁斯国内的主教们支持这一主张，奥赫里德都主教（保加利亚牧首）季米特里奥斯·霍马特诺斯在塞萨洛尼基为狄奥多尔加冕，加冕的具体日期不能确定，应是在1225年或1227或1228年。公开称帝后，狄奥多尔开始把眼光投向君士坦丁堡，当时第二保加利亚帝国的伊凡·阿森二世与尼西亚帝国的约翰三世·瓦泽塔斯都是原拜占庭领土上的强权，都有占领君堡的野心。1225年，约翰三世抢先攻占了君士坦丁堡附近的重镇亚德里亚堡，但狄奥多尔随后向色雷斯进军，迫使尼西亚帝国放弃其欧洲领地。这时，狄奥多尔似乎能够轻松地占领君士坦丁堡，但尼西亚帝国与困守城内的拉丁帝国签订盟约，保加利亚沙皇伊凡·阿森二世也不顾与狄奥多尔的盟约，也与拉丁帝国开始谈判，使得其计划落空。1230年，狄奥多尔出人意料地出兵进攻保加利亚，但在克洛科特尼察战役中打败，他的军队几乎覆灭，狄奥多尔本人则被俘虏，后因为阴谋杀害保加利亚沙皇，又被致盲。

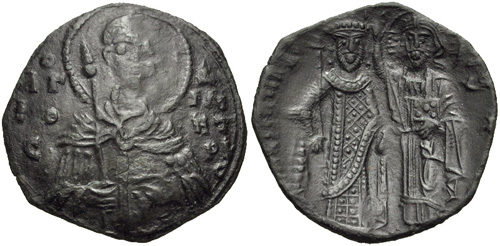
曼努埃尔铸造的糙边银币

此次失败对塞萨洛尼基帝国的力量造成巨大损害，因为它本来就是一时的军事扩张和君主的个人能力的产物。先前占有的色雷斯、马其顿、阿尔巴尼亚的领土迅速落入保加利亚人手中，这也使保加利亚第二帝国成为此时巴尔干半岛上的强权。狄奥多尔的弟弟曼努埃尔·科穆宁·杜卡斯接替被俘的哥哥，控制塞萨洛尼基城周边以及色萨利和伊庇鲁斯，但他要承认保加利亚为宗主，为了争取一定的行动自由，他甚至求助于哥哥的敌人尼西亚帝国，承认约翰三世·瓦塔泽斯皇帝以及流亡在尼西亚的君士坦丁堡普世牧首的地位。这时，流亡中的米海尔二世·科穆宁·杜卡斯（伊庇鲁斯第一任君主米海尔一世的私生子）也趁乱回到伊庇鲁斯，赢得了不少支持，曼努埃尔无力阻止，只能接受既成事实，承认米海尔二世对伊庇鲁斯的统治，米海尔名义上承认曼努埃尔为宗主，后者则授予他“专制君主”的头衔；但到了1236-1237年，米海尔就开始不再承认曼努埃尔的权威——以独立统治者的身份夺取了科孚岛，并以自己的名义颁布法律和缔结条约。
1237年，保加利亚沙皇伊凡·阿森二世娶狄奥多尔的女儿为妻，因此他释放了狄奥多尔，后者秘密地回到了塞萨洛尼基，发动政变推翻了曼努埃尔。按拜占庭传统，盲人不能为帝，所以狄奥多尔让自己的儿子约翰·科穆宁·杜卡斯加冕称帝，自己在幕后掌握大权。曼努埃尔逃到尼西亚，向约翰三世皇帝宣誓效忠，1239年，他重回色萨利，开始集结部队进攻塞萨洛尼基，攻占了拉里萨；狄奥多尔提出协议，让曼努埃尔统治色萨利，另一个兄弟君士坦丁·科穆宁·杜卡斯则统治埃托里亚和阿卡纳尼亚，狄奥多尔和儿子保留塞萨洛尼基，曼努埃尔接受了这一方案，统治色萨利直到1241年死去，曼努埃尔死后，伊庇鲁斯的米海尔二世迅速占领了色萨利。

## 向尼西亚帝国屈服

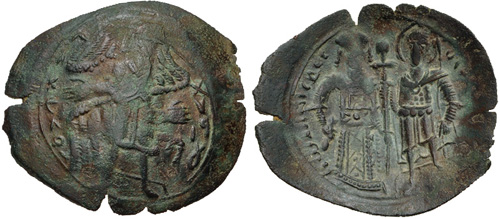
约翰铸造的糙边银币

1241年，狄奥多尔在得到对方的安全保证的情况下，前往尼西亚，但约翰三世却将他扣留，次年，约翰三世向欧洲进发，意图夺取塞萨洛尼基，但由于蒙古人入侵小亚细亚，他被迫回军，这时他与狄奥多尔的儿子约翰达成协议，允许他继续统治塞萨洛尼基，但要他放弃皇帝头衔，并承认尼西亚帝国的权威。
1244年，约翰去世，他的弟弟德米特里欧斯·安格洛斯·杜卡斯继位，德米特里欧斯为人轻浮，不受民众欢迎。1246年，约翰三世再次发兵欧洲，在三个月之内，从保加利亚那里夺取了色雷斯和马其顿的大部分，保加利亚成为尼西亚帝国的附庸，伊庇鲁斯的米海尔二世也夺取了马其顿的西部。打败保加利亚后，约翰三世转向塞萨洛尼基，城中的显贵们已与他通谋，要推翻德米特里欧斯的政权。约翰三世到达塞萨洛尼基城下，德米特里欧斯拒绝出城向他致敬，但城内的尼西亚支持者们打开了一扇城门，尼西亚军队随之进城。之后，塞萨洛尼基帝国并入尼西亚帝国，由总督安德洛尼卡·巴列奥略（米海尔八世之父）统治，德米特里欧斯被送到小亚细亚，约翰三世赐予他一所庄园，使他过上了较舒适的生活，他的父亲狄奥多尔则被流放到沃德纳（今埃泽萨）。

## 余波
塞萨洛尼基帝国灭亡后，伊庇鲁斯的米海尔二世仍然以亲属关系宣称对塞萨洛尼基的所有权，试图重新建立一个可以挑战尼西亚帝国及拜占庭皇位的强大国家。1251-1253年，他与被流放的狄奥多尔·科穆宁·杜卡斯联手发起进攻，但被击败；1257年，他又寻求与其他势力结盟，包括亚该亚侯国和西西里王国的曼弗雷迪，但诸国联军在佩拉戈尼亚战役中被尼西亚帝国击败，胜利的尼西亚军队甚至短暂地占领了色萨利和伊庇鲁斯，米海尔的野心化为泡影。此战也为尼西亚帝国1261年收复君士坦丁堡，恢复拜占庭帝国扫清了障碍。

## 统治者列表
- 狄奥多尔·科穆宁·杜卡斯（1224-1230，加冕于1225或1227年）
- 曼努埃尔·科穆宁·杜卡斯（英语：Manuel Doukas）（1230-1237，加冕于1235或1237年）
- 约翰·科穆宁·杜卡斯（英语：John Komnenos Doukas）（1237-1244，1237-1242年称皇帝，1242-1244年称专制君主）
- 德米特里欧斯·安格洛斯·杜卡斯（1244-1246年，称专制君主）

## 脚注
1. ↑  e.g. Finlay 1877，第124ff.頁,Vasiliev 1952，第522頁, Bartusis 1997，第23頁, Magdalino 1989，第87頁.
2. ↑  Nicol 1993，第8–12頁.
3. ↑  Fine 1994，第62–65頁.
4. ↑  Nicol 1993，第10–12頁.
5. ↑  Hendy 1999，第1, 6頁.
6. ↑  Nicol 1993，第12–13頁.
7. ↑  Fine 1994，第112–114, 119頁.
8. ↑  Nicol 1993，第13, 20頁.
9. ↑  Fine 1994，第119–120頁.
10. ↑  Fine 1994，第122–124頁.
11. ↑  Fine 1994，第124–125頁.
12. 1 2  Nicol 1993，第13, 22頁.
13. ↑  Fine 1994，第125–126頁.
14. ↑  Fine 1994，第126–128頁.
15. ↑  Fine 1994，第128頁.
16. 1 2 3  Nicol 1993，第22頁.
17. ↑  Fine 1994，第133頁.
18. ↑  Fine 1994，第133–134頁.
19. ↑  Fine 1994，第134頁.
20. ↑  Fine 1994，第157頁.
21. ↑  Fine 1994，第156頁.
22. ↑  Fine 1994，第157–158頁.
23. ↑  Fine 1994，第157–165頁.
24. ↑  Nicol 1993，第24, 28–29, 31–36頁.

## 延伸阅读
- Bredenkamp, François. . Thessaloniki: Thessaloniki History Center. 1996. ISBN 9608433177.
- Stavridou-Zafraka, Alkmini.  [Nicaea and Epirus in the 13th century. Ideological confrontation in their effort to recover the empire]. Thessaloniki. 1990 （希腊语）.
- Stavridou-Zafraka, Alkmini. .  [The society of Epirus in the state of Theodore Doukas]. Arta: Μουσικοφιλολογικός Σύλλογος Άρτης «Ο Σκουφάς». 1992: 313–333 （希腊语）.
- Stavridou-Zafraka, Alkmini. . Vyzantiaka. 1999, 19: 211–222.